# Куніцино (Псковська область)
Куніцино (рос. Куницино) — присілок в Красногородському районі Псковської області Російської Федерації.
Населення становить 3 особи. Входить до складу муніципального утворення Красногородська волость .

## Історія
Від 2015 року входить до складу муніципального утворення Красногородська волость .

## Населення
| 2001 | 2002 | 2010 |
| ---- | ---- | ---- |
| 3    | →3   | ↘0   |